# ティーハウス

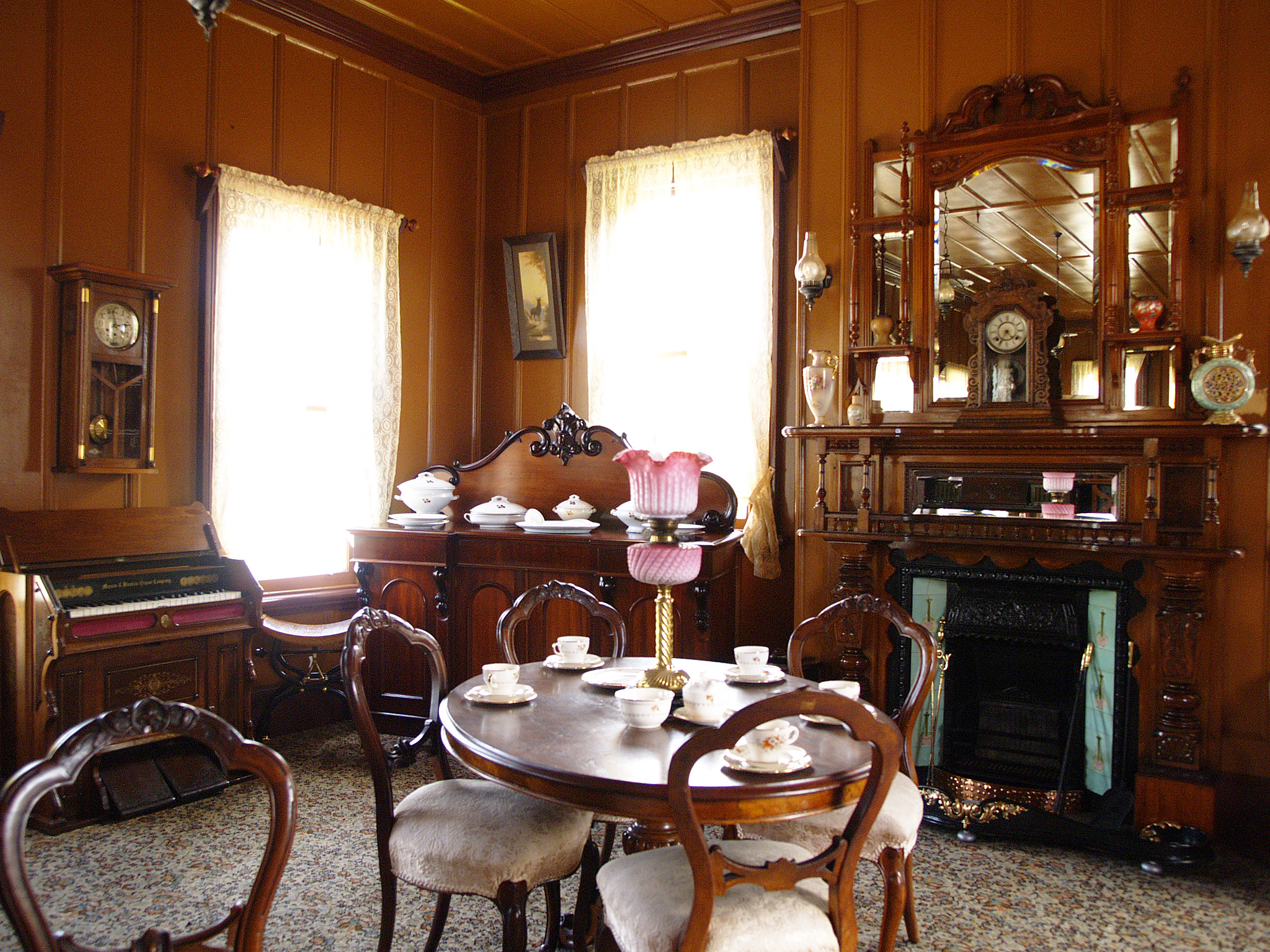
ニュージーランドのシャンティタウンヘリテージパークでティーが提供される様子

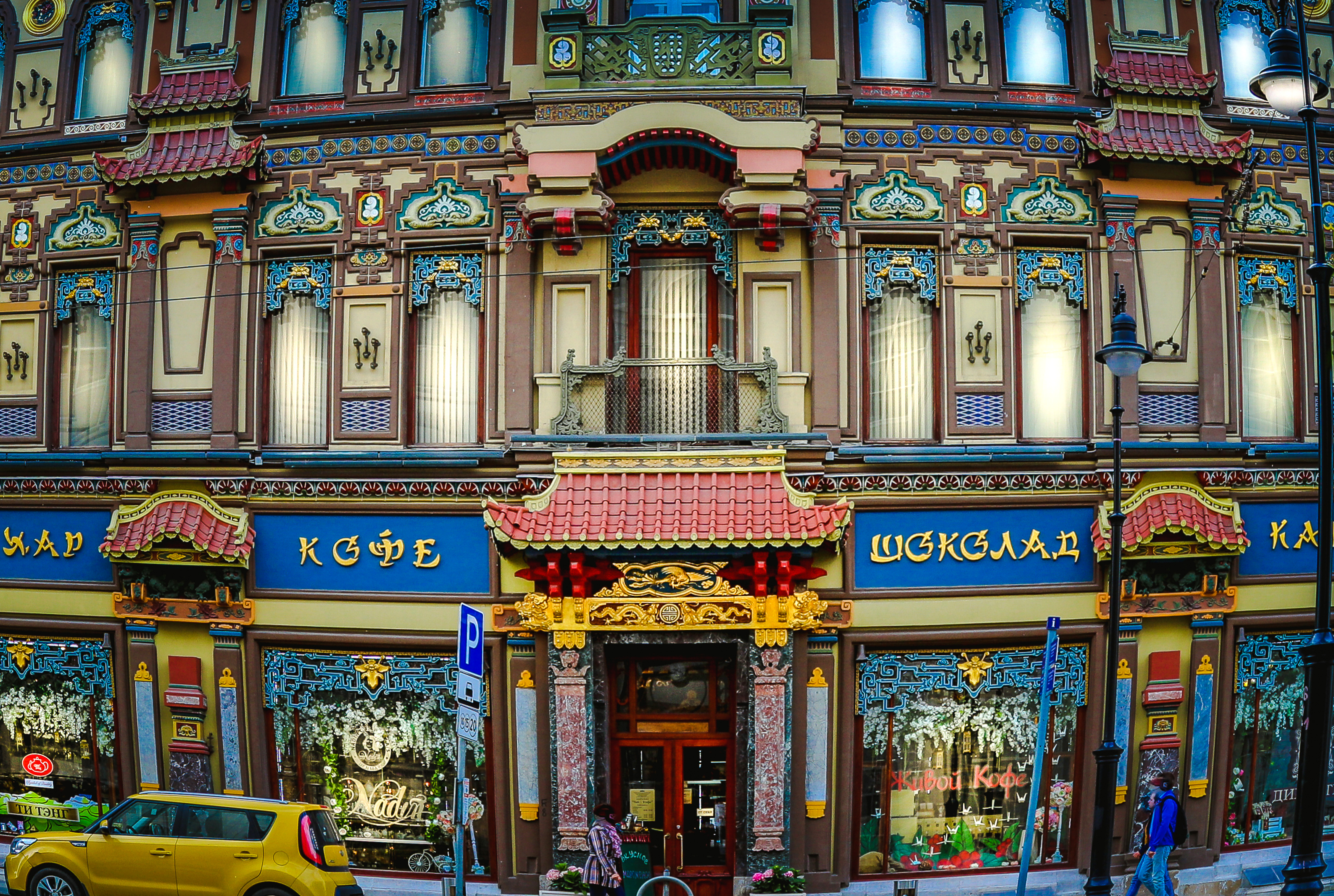
モスクワのティーハウス, 2017

ティーハウス（英語: teahouse）またはティールーム（英語: tearoom）は主にお茶と軽い食事を提供する施設である。茶店、茶館、茶屋、茶房、茶寮などと呼ばれることもある。ティールームは特にアフタヌーンティーを提供するホテルに併設されている部屋を指すこともある。役割は環境や国々によって様々であるが、ティーハウスの中には時にコーヒーハウスのような社会的交流の中心的な役割を担うものもある。
いくつかの文化は自国の喫茶文化に応じて異なるお茶の施設の形もある。例えば、イギリスやアメリカのティールームでは様々な小さなケーキと共にアフタヌーンティーを提供する。

## アジア

### 東アジア

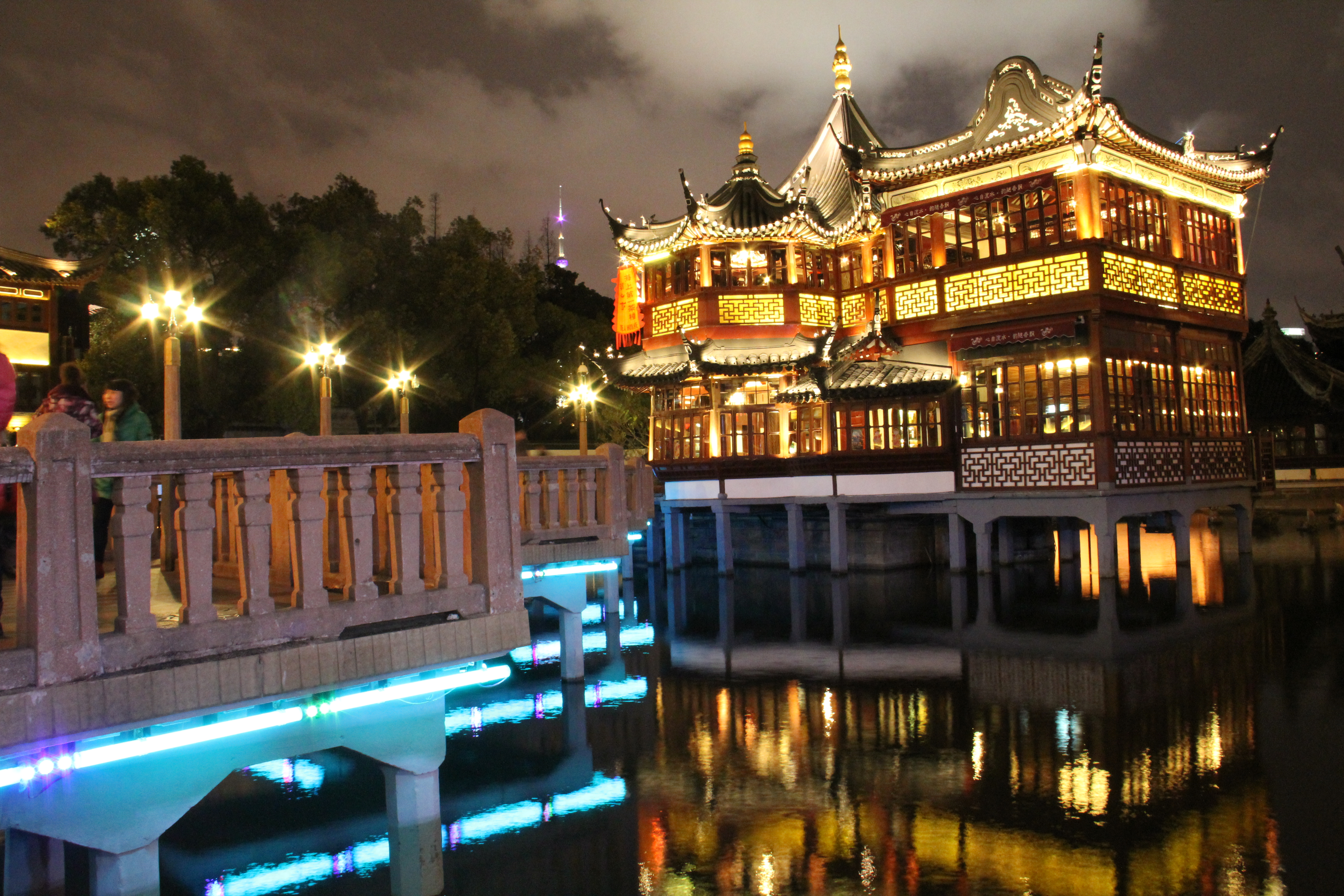
上海の豫園の夜のティーハウス

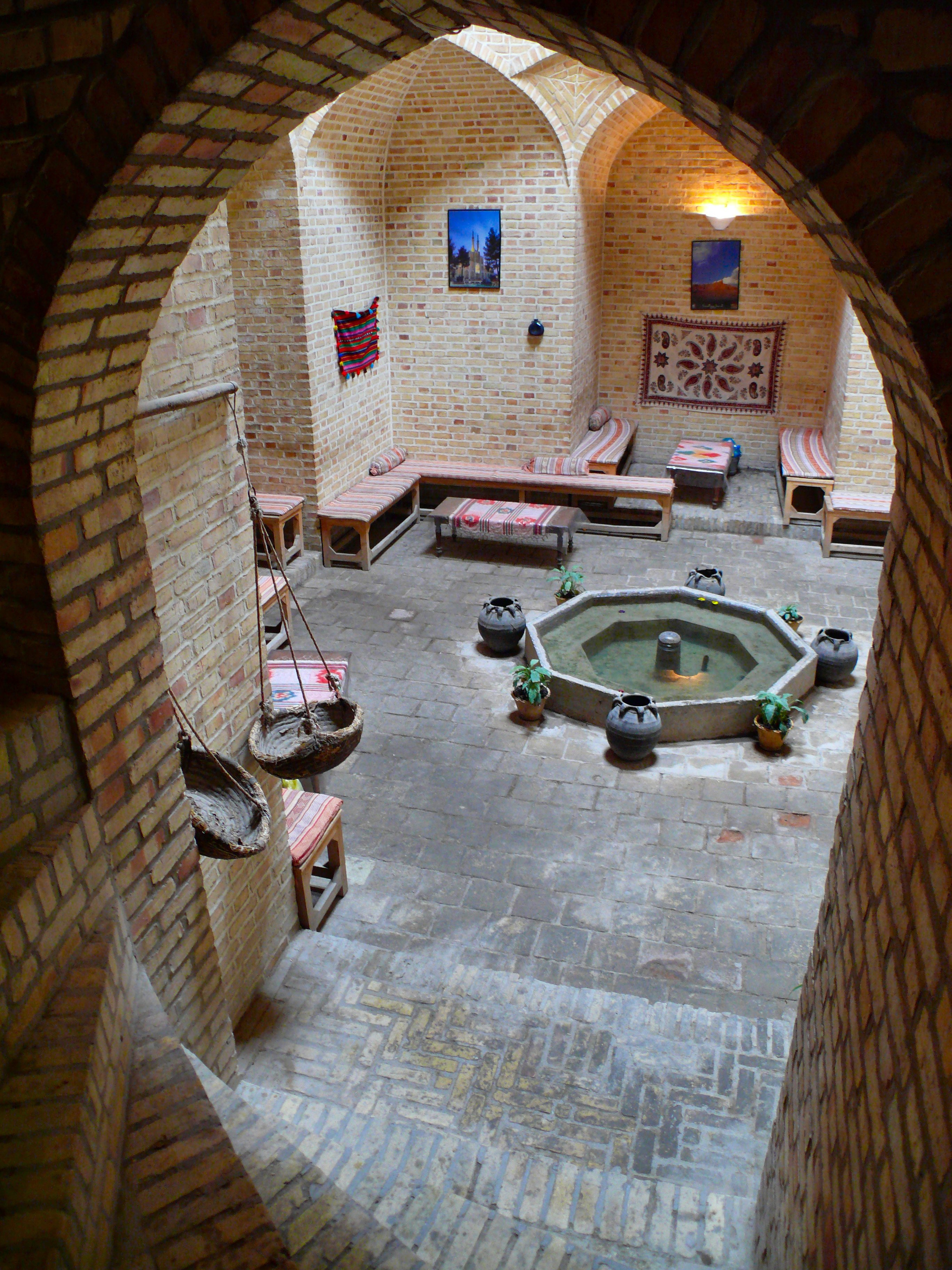
ヤズドのティーハウス

#### 中国語文化圏
東アジアにおいて、茶を出す店は中国では茶館（中国語: 茶館）と呼ばれ、伝統的に客にお茶を提供する場所である。広東のティーハウスは茶樓と呼ばれ、点心を提供する。こうしたティーハウスは「庶民の気楽な交際の場」としての役割を果たしている。
茶が社交で好まれる飲みものとして扱われる以前は、仏教徒の僧が瞑想の補助として茶を飲んでいた。中国人が仏教を取り入れた200年から850年までの間、茶は薬効のあるハーブとして導入された。その当時、茶は眠らないために必要なエネルギー（例えば脳を刺激するものであるカフェインの効果）を与えることにより、仏教徒の僧の瞑想に役立つものとして発展していった。そのあとすぐ、以前は牛乳や水をベースとした飲みものが飲まれていたが、その代わりに茶がごく普通の飲みものとして社会に広められた。そして中国のティーハウスは8世紀から9世紀の間、中国人に新しい社交生活を提供した。
台湾では1980年代頃からタピオカティーを出す店が存在しており、その後広く普及した。

#### 日本
日本では近代以降に発達した茶を出す店は喫茶店と呼ばれている。ティーハウスを指してかつて使われていた「茶屋」という言葉は日本では古めかしいとされている。しかし「茶屋」という言葉は京都において芸妓が芸を行い顧客を楽しませる場所を指し、今でもなお使われている。

#### 韓国
韓国には茶葉を使う茶のみならず、薬草や果実などを使った茶も好まれており、ソウル特別市などにはそうしたさまざまな茶と軽食を出す店が多数存在する。

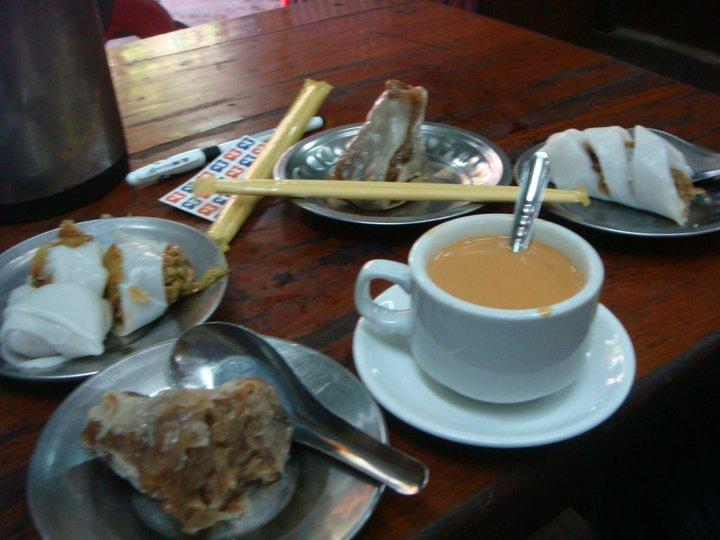
ビルマのティーハウスの付け合わせ

### 東南アジア

#### ミャンマー
ミャンマーでラペイエザン (လက်ဖက်ရည်ဆိုင်) として知られているティーハウスは、国中の主要都市の必需品である。イギリスの植民地だった時代に初めて現れたこれらのティーハウスはミルクティーを提供し、そしてモヒンガーのような母国の食事からパラーターやプリのようなインドのフリッター、またはパオズや油条のような中国の粉物まで幅広い料理を提供する。こうした茶の店は伝統的に座談を楽しむサロンに似た会場を提供していた。かつてはほぼ男性だけが利用していたが、女性が利用できるところも後に増えた。

#### ヴェトナム
ヴェトナムには中国式・日本式・ヴェトナム式の茶を出すさまざまなタイプの店があり、茶と菓子を売る屋台もある。

### 南アジア

#### インド
インドにはペルシア系移民が作ったイラニ・カフェ（イラン式カフェ）がムンバイを中心に多く存在し、チャイと軽食を出していたが、20世紀半ばの最盛期に比べるとこうした店の数は大きく減っている。イギリスの植民地であったため、英国式の茶を出すティールームも各地に多数存在し、西洋風の菓子だけではなくインド風の食べ物も一緒に出すところもある。

#### パキスタン
パキスタンのパンジャーブ地方にはドゥード・パティ・チャイと呼ばれる、牛乳・茶・砂糖を沸かして飲むやり方のお茶を出す店がある。

#### バングラデシュ
バングラデシュには、コンデンスミルクや砂糖を入れた茶と菓子類を一緒に売る小規模なお茶の屋台がたくさんある。

### イスラーム文化圏

#### ウズベキスタン
ウズベキスタンでは茶を飲ませる店は「お茶の部屋」を意味するチャイハナと呼ばれており、もっぱら男性の社交場である。しばしば開放的な屋外に座席が設置されている。ウズベク・ソビエト社会主義共和国時代はソビエトの政治理念を広めるために図書室などが設置された「赤いチャイハナ」も出現した。

#### アフガニスタン
アフガニスタンにおいて茶を出す店であるチャイハナはいたるところに存在し、男性の社交場として重要視されている。

#### トルコ
トルコでチャイを提供する店はチャイハネ（あるいはチャイハーネ）と呼ばれ、かつては男性の社交場であった。サモワールを使って茶を提供する店がたくさんある。チャイハネはトルコの町のいたるところで見られる。

#### エジプト
エジプトのようなアラブ諸国では紅茶、コーヒーそしてハイビスカスティーのようなハーブティーを提供するカフェのような施設はアフワなどと呼ばれていて、通常は英語で「コーヒーハウス」と翻訳される。

## ヨーロッパ

### イギリス
紅茶を飲むことはイギリス人と密接に関連付けられた娯楽とされている。 1706年にトワイニングがイングランド初と言われるティールームをオープンした。1864年、ロンドンのエアレイテッド・ブレッド・カンパニーの女性マネージャーがこのパン製造業者としては初めての一般向けティールームを作り、それが繁栄の鎖となった。 
ロンドンのホテルではティールームに関して長い歴史がある。例えば、アルバマール・ストリート33番地のブラウンズ・ホテルではティールームで170年以上紅茶を提供し続けている。 

### フランス

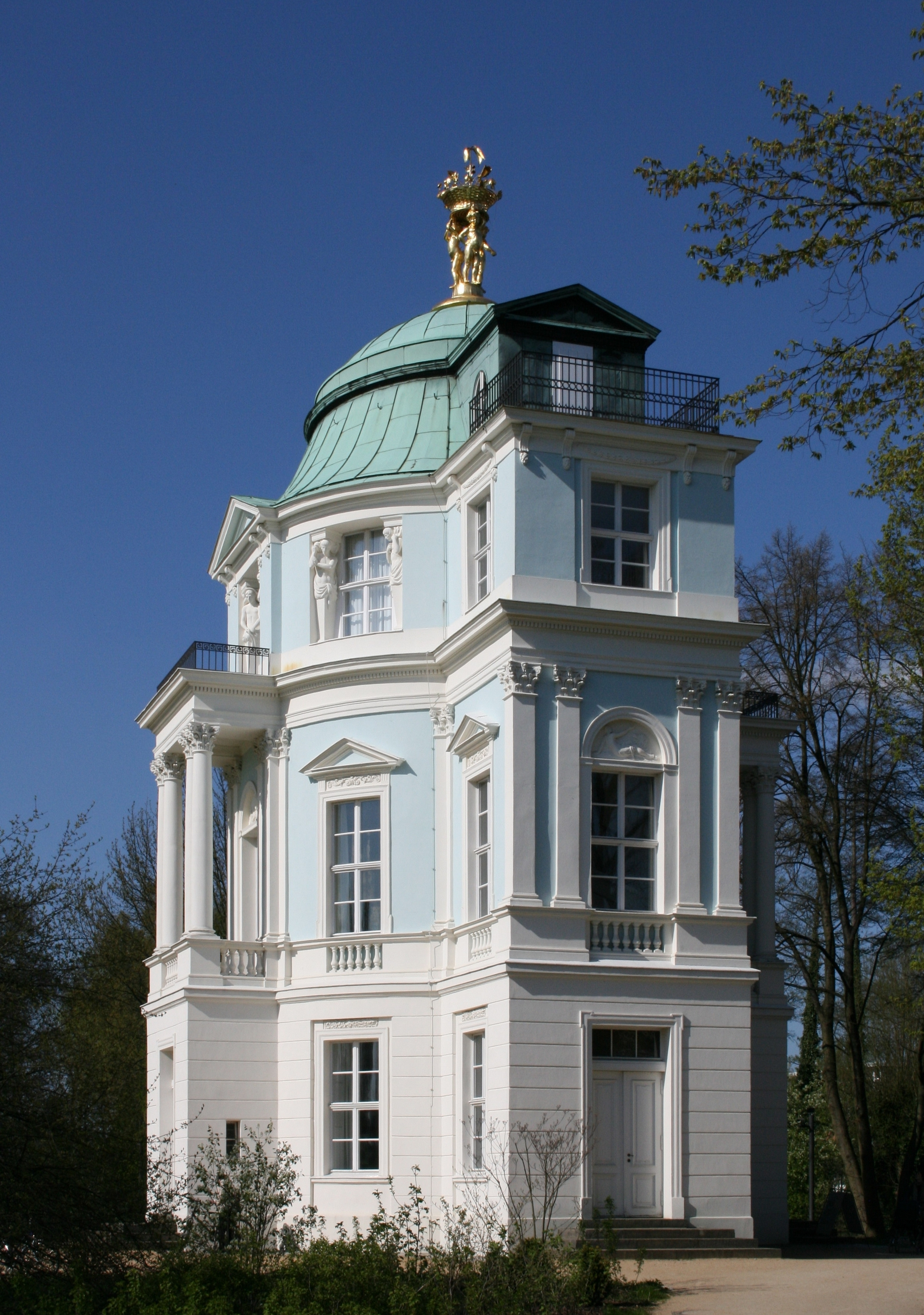
ベルリンのシャルロッテンブルク宮殿の「ベルヴェデーレ」というティーハウスの端面図

フランスではティーハウスはサロン・ド・テと呼ばれ、1880年代頃から発展した。イギリス人のニール兄弟が「W・H・スミス&サン」の前身となる書店で茶を提供したのがはじまりと言われている。1898年にオーギュスト・フォションがマドレーヌ広場に「グランド・サロン・ド・テ」をオープンさせ、女性向けの店として大きな人気を博すようになった。1970年代頃からフランスではサロン・ド・テの出店が増加し、1985年にはマリアージュフレールがはじめてサロン・ド・テをオープンさせた。サロン・ド・テではペイストリーやケーキがともに提供される。 

### チェコ
チェコ共和国は、ヨーロッパでは1人当たりのティーハウス数が一番多いのではないかとも言われている。チェコ共和国においてティーハウスの文化は1989年のビロード革命から今日まで広がり続けていて、チェコ国内には400近くものティーハウス （プラハだけでも50以上）がある。

### コソボ
コソボでは、ティーハウスはチャイトーレ (çajtore) として知られている。

### ロシア
ロシアにはサモワールなどロシア風の茶器を備え付け、茶を出す店がさまざまなところに存在する。

## 北アメリカ

### アメリカ合衆国
アメリカ合衆国では20世紀初頭から禁酒法時代にかけて、ホテルやデパートにティールームがもうけられ、ティーダンスが流行したが、1930年代以降はその人気に陰りが見え始めた。1960年代頃までには、ニューヨークのグリニッジ・ヴィレッジにあったティーハウスはほとんどコーヒーハウスに変わっていたという。

### カナダ
カナダでは1920年代から30年代にかけて、ティーハウスでお茶とティーダンスを楽しむのが流行した。ブリティッシュコロンビア州のヴィクトリアは「カナダで最もアフタヌーンティーが盛ん」と言われ、ティールームが多い。ケベック州にはフランス式のサロン・ド・テも多い。

### パタゴニア
パタゴニアにはウェールズ系移民が多く、ガイマンではウェールズ式のティールームが多数営業している。

## 南太平洋地域

### オーストラリア
19世紀末に中国系移民であるクオン・タルトがシドニーに東アジア風のインテリアが特徴のティールームチェーンをオープンし、大ヒットとなった。タルトはシドニーの名士となり、ティールームは女性の間で高い人気を博すようになった。メルボルンでも19世紀末頃から複数のティールームが営業し、人気を博すようになった。

### ニュージーランド
19世紀後半には「野外を愛する」住民がティーガーデンで英国式の茶を楽しむ習慣があった。19世紀末から20世紀初頭にかけてウェリントンやクライストチャーチなどを中心に多数のティールームが開店し、営業を続けていたが、1990年代以降はコーヒー中心のカフェのほうが人気を博すようになっている。